# Bernd Aust

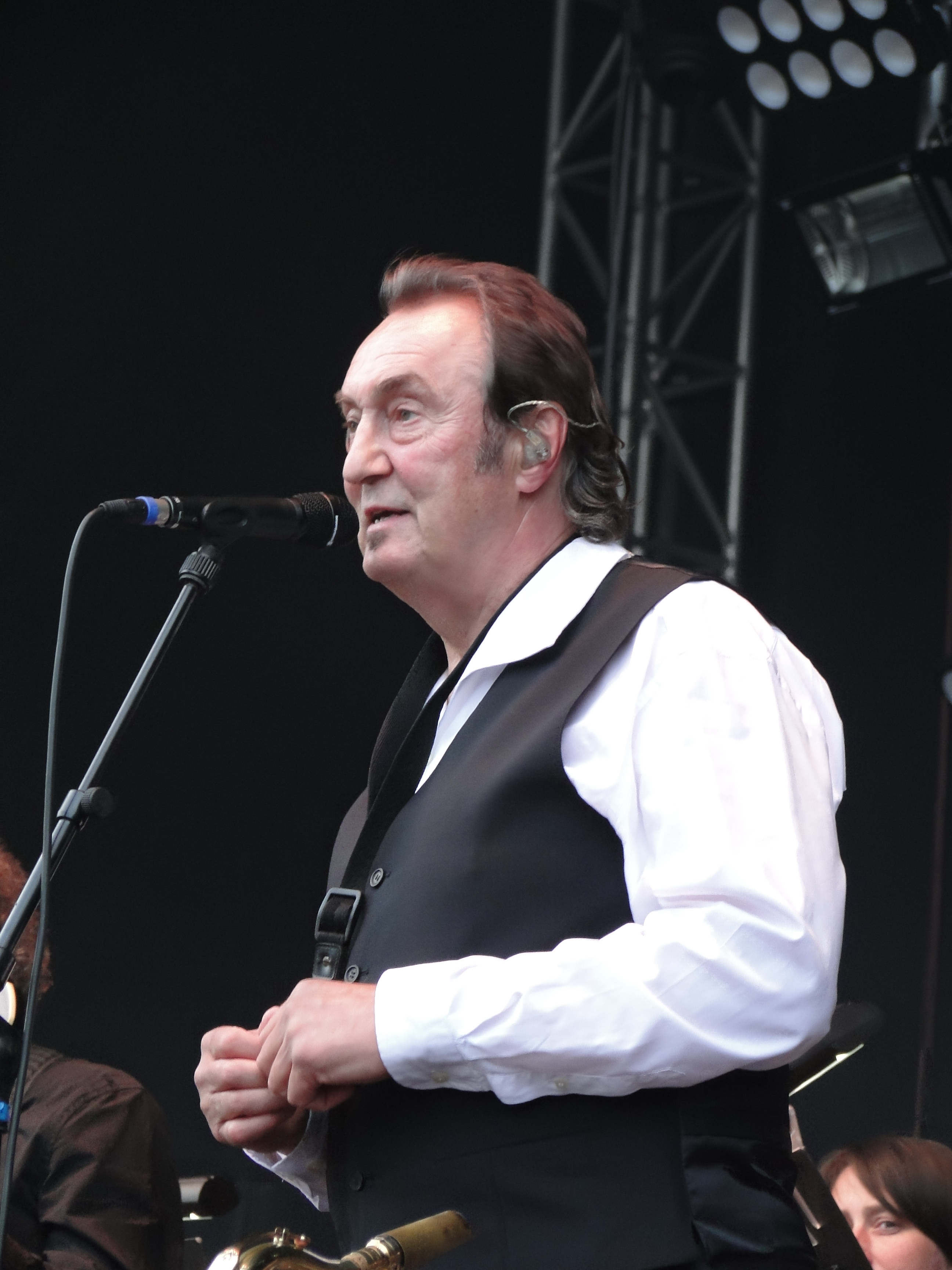
Bernd Aust 2014

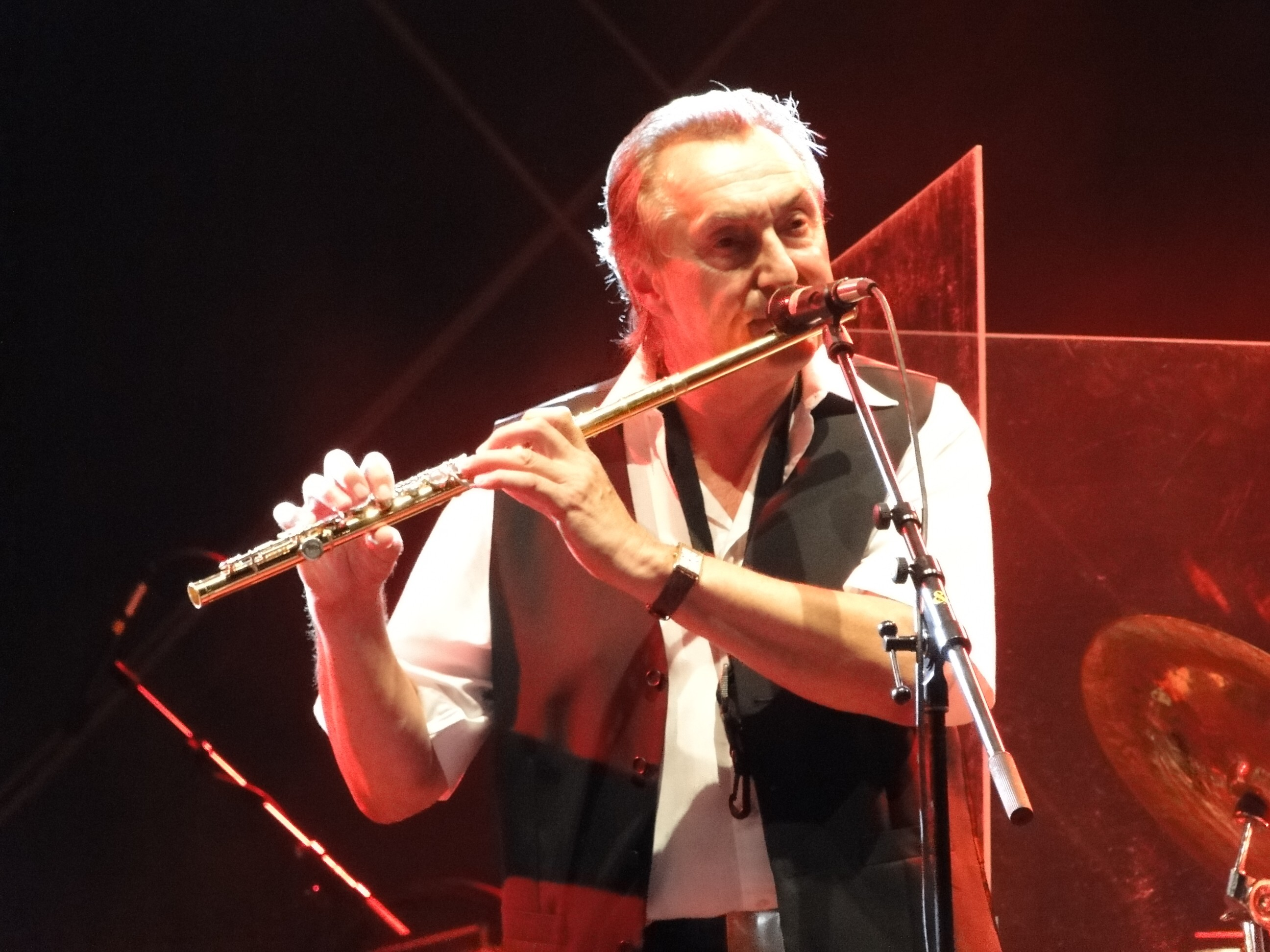
Bernd Aust mit Querflöte 2009

Bernd Aust (* 30. Januar 1945 in Dresden) ist ein deutscher Rockmusiker und Konzertveranstalter. Er spielt Saxophon, Querflöte sowie Keyboard. Bekanntheit erlangte er mit der Dresdner Rockband electra, der er durchgängig von der Gründung 1969 bis zur Auflösung 2015 angehörte.

## Leben
Aust begann mit zwölf Jahren, Akkordeon zu spielen. Er absolvierte jedoch eine Lehrausbildung als Werkzeugmacher. Da er ab seinem 18. Lebensjahr hobbymäßig Klarinette spielte, bewarb er sich um ein Studium an der Hochschule für Musik Carl Maria von Weber Dresden und wurde angenommen. Er studierte Saxophon und machte 1969 sein Staatsexamen als Musiker.
Im selben Jahr gründete er mit einigen Kommilitonen die Band electra, deren Leiter er seither war. Ab 1974 studierte er zusätzlich Komposition (im Fernstudium). Als einer der Haupt-Songwriter komponierte er Band-Klassiker wie Tritt ein in den Dom und Die Sixtinische Madonna.
1989 nahm Aust im Auftrag der Stadt Dresden und anlässlich des DDR-Meistertitels der SG Dynamo Dresden den Song "Wir sind der zwölfte Mann" auf, welcher bis heute die offizielle Hymne des Vereins und vor jedem Spiel im Stadion zu hören ist. Bei einer Mitgliederversammlung im November 2023 wurde er dafür zum Ehrenmitglied ernannt.
Nach 1990 begann Aust, als Konzertveranstalter zu arbeiten, und unterzeichnete 1991 den ersten Vertrag mit Jethro Tull. Seit 1994 ist er gemeinsam mit seinem Sohn Inhaber der Bernd Aust KulturManagement GmbH, die zu den wichtigsten Konzertveranstaltern der Stadt Dresden gehört, und den Alten Schlachthof und die Junge Garde im Großen Garten betreibt. Weiterhin war er zweiter Vorsitzender des Semper Opernball e. V., Veranstalter des Dresdner Opernballs, aus dem er jedoch nach dem Überfall Russlands auf die Ukraine 2022 wegen einer ungenügenden Distanzierung des Vereins von Russland zusammen mit weiteren Mitgliedern seinen Austritt erklärte.
Aust lebt in Dresden-Dölzschen, ist verheiratet und hat zwei Söhne, den Konzertveranstalter Rodney Aust und den Musiker Sascha Aust.
Von 1994 bis 1999 war Aust für die Wählervereinigung Freie Bürger Dresden Mitglied der Dresdner Stadtverordnetenversammlung.